# Lenin i oktober
Lenin i oktober (russisk: Ленин в Октябре) er en sovjetisk film fra 1937 af Mikhail Romm og Dmitrij Vasiljev.

## Medvirkende
- Boris Sjjukin som Vladimir Lenin
- Nikolaj Okhlopkov som Vasilij
- Vasilij Vanin som Matvejev
- Vladimir Pokrovskij som Felix Dzerzjinskij
- Nikolaj Arskij som Blinov